# Lood(II)sulfide
Lood(II)sulfide is een anorganische verbinding van lood en zwavel met de formule PbS.  Lood(II)sulfide vindt beperkte toepassing in de elektronische industrie.  De verbinding komt in de natuur voor als galeniet, het belangrijkste looderts.

## Synthese, eigenschappen en verwante verbindingen
Toevoegen van waterstofsulfide of een oplossing van een sulfide (bijvoorbeeld natriumsulfide) aan een oplossing van een lood(II)zout leidt tot de vorming van het zwarte, slecht oplosbare lood(II)sulfide:
{\displaystyle \mathrm {Pb^{2+}\ +\ H_{2}S\ \longrightarrow \ PbS\ +\ 2\ H^{+}} }
De duidelijk waarneembare kleurverandering, van kleurloos of wit naar zwart, werd vroeger in de kwalitatieve analyse als positieve reactie op lood(II) gebruikt.  Hoewel de reactie tegenwoordig in verband met de giftigheid van waterstofsulfide niet meer gebruikt wordt als positieve test op lood(II)-ionen, wordt ze omgekeerd wel toegepast om waterstofsulfide aan te tonen met behulp van "loodacetaatpapier".
De genoteerde oplosbaarheid van PbS verschilt sterk per gebruikte bron, terwijl de oplosbaarheidstabel nog weer een andere waarde vermeld.  De verschillen zijn waarschijnlijk terug te voeren op de sterke, door Linke ook genoemde, pH-afhankelijkheid van de S2−-concentratie.
Net als de verwante verbindingen PbSe en PbTe is PbS een halfgeleider, en zelfs een van de eerste materialen die als zodanig werd toegepast.  Lood(II)sulfide vormt op dezelfde manier als natriumchloride kristallen, dit in tegenstelling tot veel andere halfgeleiders uit de groep verbindingen tussen groep IV en groep VI elementen.

## Toepassingen
- PbS is in het verleden toegepast als zwart pigment.
- Hedendaagse toepassingen zijn vooral gebaseerd op de halfgeleidereigenschappen van PbS.[6]  PbS is een van de eerste stoffen die gebruikt werden als detectormateriaal van infrarooddetectoren.  PbS hoort bij de groep detectoren die direct op de invallende fotonen reageren, in tegenstelling tot de detectoren die reageren op de temperatuursverandering ten gevolge van de inkomende straling.
Een PbS-element kan op twee manieren straling omzetten in een elektrisch signaal:
  - De - kleine - foto-elektrische stroom kan direct gemeten worden
  - De verandering in de elektrische weerstand die door de fotonen veroorzaakt wordt, kan gemeten worden.

De tweede methode wordt in de praktijk het meest toegepast.
Bij kamertemperatuur is PbS gevoelig voor straling met golflengten tussen 1 en 2,5 μm.  Dit gebied komt overeen met het kortere golflengtegebied van het IR, het zogenaamde SWIR (uit het Engels: Short-Wavelength InfraRed).  Slechts zeer hete objecten vertonen straling in dit gebied.
Door PbS met bijvoorbeeld vloeibare stikstof verschuift de gevoeligheid naar 2 tot 4 μm. Nog steeds moet de temperatuur van te meten objecten vrij hoog zijn, enkele honderden graden Celsius, maar beduidend minder hoog dan voor de ongekoelde detector.  De hoge diëlektrische constante van PbS heeft tot gevolg dat de detector vrij traag reageert in vergelijking met detectoren op basis van silicium, germanium, indiumantimonide of kwikcadmiumtelluride.
- Lood(II)sulfide is het voornaamste looderts.  Een van de meest gebruikte methoden om het lood te verkrijgen is het roosten van het erts, gevolgd door reductie van het ontstane lood(II)oxide.  De omzettingen kunnen met onderstaande totaalreacties beschreven worden.  Deze reacties beschrijven de begin- en eindtoestand, eventuele tussenstappen zijn achterwege gelaten:[7]

{\displaystyle \mathrm {2\ PbS\ +\ 3\ O_{2}\ \longrightarrow \ 2\ PbO\ +\ 2\ SO_{2}} }
{\displaystyle \mathrm {PbO\ +\ C\ \longrightarrow \ Pb\ +\ CO} }
Bij de productie van lood op deze wijze wordt het ontstane zwaveldioxide nog omgezet naar zwavelzuur.

## Astronomie
Op Venus komt op hoogten boven de 2600 meter een glimmende substantie voor. Een laagje uitgekristallisseerd lood(II)sulfide wordt als mogelijke oorzaak daarvan genoemd, het is als "sneeuw" neergeslagen, vergelijkbaar met bevroren water dat op Aarde als sneeuw neerslaat. Als dit waar is, dan is dit het eerste detectie van PbS op een andere planeet. Andere stoffen, hoewel minder waarschijnlijk, die verantwoordelijk kunnen zij voor de glimplekken zijn bismut(III)sulfide en telluur.

## Toxicologie en veiligheid
Lood(II)sulfide is, door zijn onoplosbaarheid, waarschijnlijk een van de minst giftige loodverbindingen. Bij verhitting (brand) ontleedt de verbinding, waarbij giftige lood- en zwavelverbindingen ontstaan.